# Shōchi Niiyama
Shōchi Niiyama (japanisch 新井山 祥智 Niiyama Shōchi; * 13. April 1985 in der Präfektur Aomori) ist ein japanischer Fußballspieler.

## Karriere
Niiyama erlernte das Fußballspielen in der Schulmannschaft der Kosei Gakuin High School und der Universitätsmannschaft der Hachinohe-Universität. Seinen ersten Vertrag unterschrieb er 2008 bei Vanraure Hachinohe. Am Ende der Saison 2013 stieg der Verein in die Japan Football League auf. Am Ende der Saison 2018 stieg der Verein in die J3 League auf.